# 개령로
개령로(Gaeryeong-ro)은 대한민국의 경상북도 김천시 개령면에서 시작하여, 감문면을 거쳐 연결하는 도로이다.

## 노선 경로
- 광한길와 직결
- (이름 없음) - 광한1길, 광한길
- (이름 없음) - 감문로